# ぎん太
ぎん太（ぎんた、女性、5月24日 - ）は、日本のゲームの原画家・イラストレーター。多摩美術大学卒。元チュアブルソフト所属。

## 人物
高校時代からの知り合いであるセバス・草壁よしおと共に同人サークル「TABLET」を結成。2004年に音楽担当のけんせいを加え、チュアブルソフトブランドを立ち上げる。
他のブランドの原画家のようにキャラクター原画メインではないので、背景やシチュエーションに応じて髪型や服装が細かく変わるなどの細かい点にこだわった演出がなされている。またシナリオの特性上1枚絵のイベントCGより通常シーンの立ち絵のパターンに力を入れており、立ち絵のポーズや表情のパターンが多彩なのが特徴。塗りは水彩のように淡い塗りで表現される。
2013年4月24日、自身のTwitterなどにてチュアブルソフトから退職していた事を公表した。

## 担当作品

### ゲーム原画
- Pure×Cure
- あまなつ
- Pure×Cure Re:covery（PS2）
- Sugar+Spice!
- Sugar+Spice! Party☆Party（Sugar+Spice!ファンディスク）
- Sugar+Spice! 〜あのこのステキな何もかも〜（PS2）
- 恋文ロマンチカ
- Sugar+Spice2
- アステリズム -Astraythem-

### 漫画
- 絶対☆アイドル（原作：須田洋、富士見書房）

### 小説イラスト
- 孤島のハーレム（著：月下さがの、ソフトマジック）
- 宝卿院響様とキケンな婚約者（著：月下さがの、イーグルパブリシング）
- Sugar+Spice! 歌編 -ファルセット-（著：森崎亮人、パラダイム）
- Sugar+Spice! 藍衣編 -クローズドアイズ-（著：森崎亮人、パラダイム）
- セヴンナイツ-7Nights- 〜戦乙女は夢に舞う〜（原作：チュアブルソフト、脚本：草壁よしお、少年アルケミスト ）
- 竜と勇者と可愛げのない私（著：志村一矢、電撃文庫）
- Sugar+Spice2 〜明日の明日のまた明日〜（著：森崎亮人、SDイラスト：曲本、パラダイム）
- 魔王殺しと偽りの勇者（著：田代裕彦、ファミ通文庫）
- モブ恋（著：志村一矢、電撃文庫）
- 迷宮都市のアンティークショップ（著：大場鳩太郎、ファミ通文庫）
- ソードアート・オンライン オルタナティブ クローバーズ・リグレット（著：渡瀬草一郎、電撃文庫）

### その他イラスト
- 水戸生涯学習センターマスコットキャラクター あたごちゃん
- タシロ計画（キャラクターデザイン）
- おいしさ再発見! たべようにっぽんのお米[5]
- ゆず・ぱら
- 家電少女[6]
- 絵師100人展

### CDジャケット
- GWAVE SuperFeature's vol.3 「Mermaid Kiss」
- GWAVE SuperFeature's vol.7 「Sugar+Complete」
- GWAVE SuperFeature's vol.15 「恋文ロマンチカ 歌謡全集 -ソラノネ-」
- GWAVE SuperFeature's vol.17 「Sugar+Spice2 Splash colors!! -7vocal & bgm music disc-｣
- EXIT TRANCE PRESENTS SPEED アニメトランス BEST 15
- GWAVE SuperFeature's アステリズム Blue Disc
- うたうよぞら[7]

## その他
- Sugar+Spice! ぎん太's 初期ラフスケッチ集 「女の子のできるまで」
- Sugar+Spice! ビジュアルガイドブック
- ぎん太イラストワークス
- 恋文ロマンチカビジュアルファンブック
- Sugar+Spice2 公式ビジュアルファンブック